# Старий Генрикув
Старий Генрикув (пол. Stary Henryków) — село в Польщі, у гміні Цепловоди Зомбковицького повіту Нижньосілезького воєводства.
Населення — 311 осіб (2011).
У 1975-1998 роках село належало до Валбжиського воєводства.

## Демографія
Демографічна структура станом на 31 березня 2011 року:
|          | Загалом | Допрацездатний вік | Працездатний вік | Постпрацездатний вік |
| -------- | ------- | ------------------ | ---------------- | -------------------- |
| Чоловіки | 161     | 34                 | 117              | 10                   |
| Жінки    | 150     | 37                 | 79               | 34                   |
| Разом    | 311     | 71                 | 196              | 44                   |